# Marcia Langton
Pour les articles homonymes, voir Langton.
Marcia Langton, née le 31 octobre 1951 à Brisbane, est l'une des principales personnalités aborigènes d'Australie. Anthropologue et géographe, elle enseigne les études indigènes australiennes à l'Université de Melbourne.
Après une enfance nomade avec sa famille, elle se bat dès l'université contre le racisme et pour le droit des femmes. Elle quitte l'Australie à 18 ans et voyage pendant cinq ans avant d'y revenir pour reprendre ses études supérieures. Après un B.A. et un doctorat ès lettres, elle devient la première indigène diplômée en anthropologie et obtient plus tardivement un doctorat en géographie.
Elle s'investit sur les questions sociales et culturelles autochtones, notamment sur les revendications territoriales, les titres autochtones et les décès d'autochtones en détention, dans le champ associatif comme universitaire. En 2000, elle est titulaire de la chaire de la Fondation des études indigènes australiennes à l'Université de Melbourne et devient, en 2017, la première vice-rectrice de cet établissement. 
Parmi ses responsabilités au sein de divers comités de haut niveau sur les questions autochtones, elle devient, en 2019, la coprésidente du Groupe consultatif principal de la voix autochtone au gouvernement. En 2023, elle milite pour le référendum qui propose d'ajouter un neuvième chapitre à la Constitution de 1901, reconnaissant les Aborigènes et les Insulaires du détroit de Torres comme les premiers peuples de l’Australie.

## Biographie

### Débuts et formation

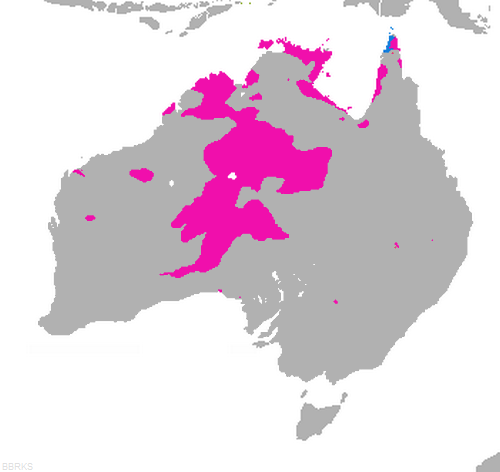
Aborigènes d'Australie

Marcia Langton naît en 1951 à Brisbane, fille de Kathleen Waddy et d'un père avec lequel elle n'a pas de relations. Un an après sa naissance, sa mère épouse Douglas Langton. Marcia Langton est une descendante des nations Yiman et Bidjara, deux peuples aborigènes australiens. Elle grandit et voyage avec sa famille dans le centre-sud du Queensland et à Brisbane.
Dans les années 1970, elle milite dans le mouvement pour la libération des femmes, en particulier des femmes noires. À l'Université du Queensland, elle milite pour les droits des autochtones. Elle fonde le quotidien aborigène Kooribina (« oreilles noires »). À 18 ans, en butte au racisme à l'université et à la répression policière du Queensland lors de manifestations, elle part pour un voyage de cinq ans à travers la Papouasie-Nouvelle-Guinée, New York, Tokyo et Taïwan. C'est là qu'elle se convertit au bouddhisme. L'artiste Wiradjuri Brook Andrew (en) a peint Langton dans une pose bouddhiste,.
À son retour en Australie dans les années 1980, Marcia Langton entame sa formation universitaire. En 1985, elle obtient son Bachelor of Arts (Honours) First Class puis son doctorat ès Lettres à l'Université nationale australienne. Elle étudie l'anthropologie, devenant la première indigène diplômée en anthropologie.  
Sa thèse de doctorat en géographie de 2005, soutenue à l'Université Macquarie, applique la théorie phénoménologique à l'étude des peuples autochtones de l'est de la péninsule du Cap York. 

### Instances autochtones

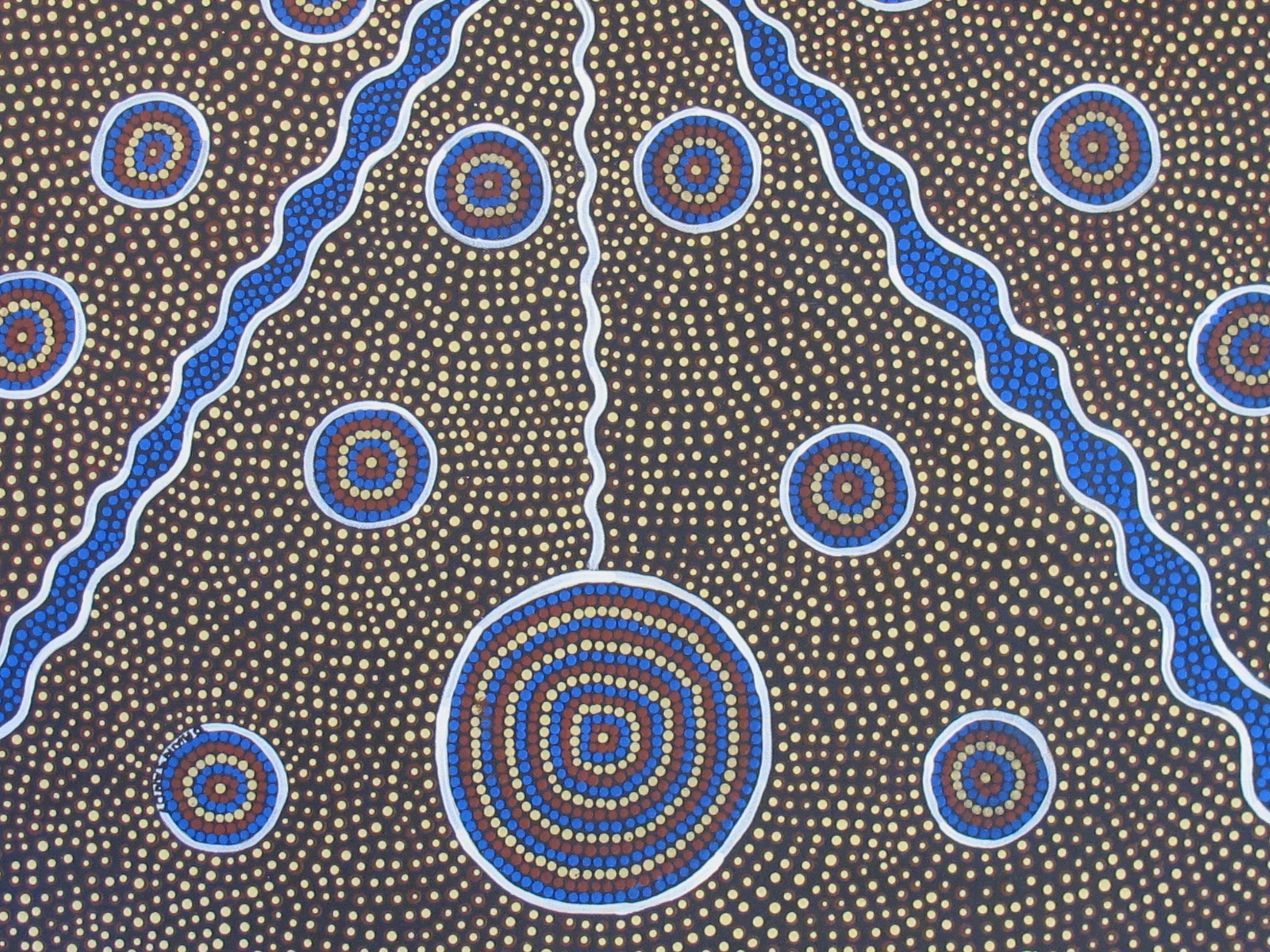
Art Aborigène

Elle travaille avec plusieurs organisations traitant des questions sociales et culturelles autochtones et de leurs renvendications territoriales (en) et droits territoriaux autochtones (en). Celles-ci comprennent l'Australian Film Commission (en), le Central Land Council (en), (où elle est anthropologue des revendications territoriales), le gouvernement du Queensland et, au début des années 1990, le Cape York Land Council. En tant que membre de l'Unité des questions autochtones du Territoire du Nord, elle travaille pour la Commission royale sur les décès d'autochtones en détention (en).
En 2012, elle devient marraine de l'Indigenous Reading Project, une organisation caritative qui utilise la technologie numérique pour améliorer la capacité de lecture des enfants aborigènes et insulaires du détroit de Torres,.
Langton fait partie du jury du Prix Horne (en) depuis sa création en 2016.
Le 30 octobre 2019, elle devient coprésidente du Groupe consultatif principal de la voix autochtone au gouvernement (Co-Design Senior Advisory Group),, convoqué par le ministre des Affaires indigènes Ken Wyatt (2019-2022), aux côtés du professeur Tom Calma (en),.

### Carrière universitaire
Langton est connue pour son travail universitaire en faveur des droits autochtones, de la justice et de l'expression artistique. Elle mène des travaux anthropologiques pour soutenir les revendications territoriales des peuples autochtones et leurs négociations avec les sociétés minières et l'État.
En 1995, elle s'oriente à temps plein vers la recherche et l'enseignement universitaires. Elle passe cinq ans à l'université du Territoire du Nord (aujourd'hui l'université Charles Darwin) à Darwin avant de déménager à Melbourne. En 2000, elle est titulaire de la chaire de la Fondation des études indigènes australiennes au Centre for Health and Society, Faculty of Medicine, Dentistry and Health Sciences  à l'Université de Melbourne,. En 2017, elle est la première vice-rectrice nommée à l'Université de Melbourne. 

## Militantisme

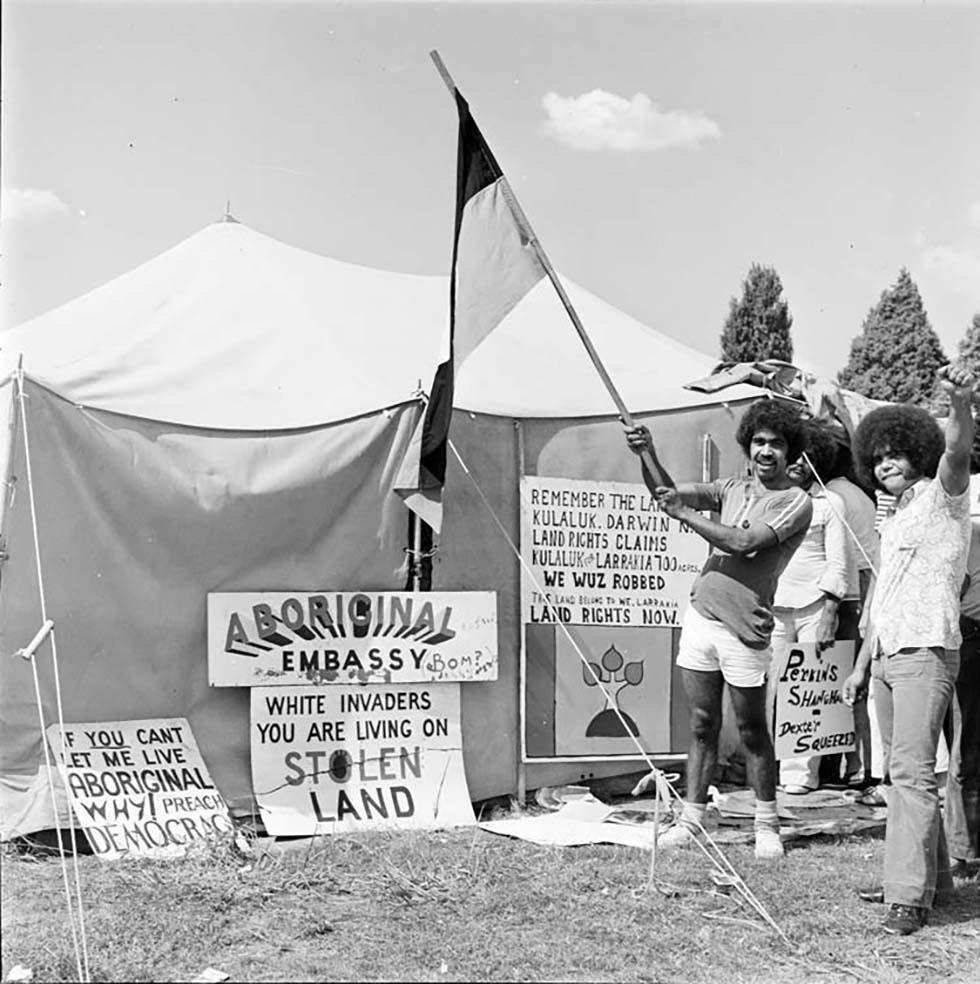
Drapeau de l'Embassade aborigène, 1974

Langton siège à divers comités de haut niveau sur les questions autochtones, tels le Council for Aboriginal Reconciliation (Reconciliation in Australia (en)), le Centre for Indigenous Natural and Cultural Resource Management, le Indigenous Higher Education Advisory Council et le Cape York Institute for Policy and Leadership (en).
En 2000, elle est l'une des cinq leaders indigènes à obtenir une audience avec la reine Élisabeth II pour discuter d'excuses aux peuples autochtones d'Australie et de la reconnaissance des indigènes dans la Constitution australienne.
En mai 2008, le gouvernement fédéral la nomme au groupe de travail sur les paiements des titres autochtones qui étudie la réforme du processus australien des titres autochtones.
Marcia Langton travaille à la modernisation des engagements entre les sociétés minières et les autochtones,. Elle fait valoir que le règlement avec des sociétés minières sur des terres aborigènes profite souvent plus aux intérêts locaux qu'au gouvernement australien et que la taxe sur les ressources minières proposée en 2010 en Australie nécessite une refonte pour soutenir les droits et l'emploi des aborigènes. En 2017, elle s'oppose aux « écologistes » qui contrecarrent la réforme des titres autochtones afin de renforcer leur campagne contre le projet de mine de charbon Carmichael Adani. Sa position est combattue par Tony McAvoy, un autre avocat autochtone.
Le 14 octobre 2023, un référendum a lieu sur le projet d'ajouter un neuvième chapitre à la Constitution de 1901, reconnaissant les Aborigènes et les Insulaires du détroit de Torres comme les premiers peuples de l’Australie. Cette reconnaissance devant s'accompagner de la création d'une « Voix » auprès du Parlement et du gouvernement fédéraux. 60 % des australiens rejettent le référendum et Marcia Langton qui a beaucoup milité en faveur de cette adoption estime que « la réconciliation est morte »,. Un mois avant ce vote, le 6 septembre 2023, elle plaide pour que le gouvernement Albanese planifie une consultation en cas d'échec du référendum sur la Voix, arguant que le « statu quo brisé » de l'Australie risquait d'entraîner la disparition des Aborigènes et des insulaires du détroit de Torres.

## Distinctions

### Prix
- le prix Neville Bonner du professeur autochtone de l'année, 2002 (conjointement avec Larissa Behrendt)[33] ;
- le prix Alfred Deakin pour un essai faisant progresser le débat public, pour Trapped in the Aboriginal Reality Show, 2008[12] ;
- le prix Macquarie pour services rendus, 2009[9] ;
- le Melbourne Hardie Grant Travel pour Welcome to Country : A Travel Guide to Indigenous Australia catégorie voyage en prose, 2018[12] ;
- le prix Ancienne élève de l'année de l'Université nationale australienne, la première indigène à recevoir ce prix, 2023[11].

### Honneurs
Elle est décorée membre de l'ordre d'Australie en 1993 en raison de ses « services en tant qu'anthropologue et défenseuse des questions autochtones ». Elle est promue officière de l'ordre d'Australie lors des honneurs de la Journée de l'Australie 2020 pour « service distingué à l'enseignement supérieur et en tant que défenseuse des aborigènes et des insulaires du détroit de Torres ». Elle est également nommée :
- membre de l'Académie des sciences sociales d'Australie, élue en 2001[36] ;
- intronisée au Victorian Honour Roll of Women (en) en 2001[37] ;
- membre du Trinity College (Université de Melbourne) (en) élue en 2012 ;
- membre de l'Emmanuel College de l'Université du Queensland, 2016 ;
- professeure distinguée Redmond Barry de l'Université de Melbourne, 2016[9] ;
- membre honoraire de l'Australian Academy of Technology and Engineering (en), 2021[38] ;

### Hommage
En 2005, elle est classée dans le Top 20 des 100 meilleurs intellectuels d'Australie.
En 2020, le Groupe de travail sur la nomenclature des petits corps (CSBN) de l'Union astronomique internationale a officiellement approuvé l'astéroïde 1979 ML 1 sous le nom de 7809 Marcialangton en l'honneur de ses efforts pour intégrer les connaissances de l'astronomie autochtone australienne dans le cursus éducatif du primaire et du secondaire.

## Publications

### Ouvrages
- (en) Welcome to country : an introduction to our first peoples for young Australians (guide touristique à propos des Aborigènes australiens et des insulaires du détroit de Torres, à partir de 11 ans), Richmond, Victoria, Hardie Grant Publishing, 2019, 220 p. (ISBN 9781741176667, présentation en ligne)
- (en) avec Judy Longbottom, Community futures, legal architecture : foundations for indigenous peoples in the global mining boom, Abingdon, Routledge, 2012, 304 p. (ISBN 9780415518215, présentation en ligne)
- (en) avec Rachel Perkins, First Australians : an illustrated history, Melbourne, The Miegunyah press, Melbourne University Publishing, 2008, 393 p. (ISBN 978-0-522-85315-5, lire en ligne).
- (en) « Indigenous Communities dans Dear Mr Rudd : Ideas for a Better Australia », Australian Journal of Public Administration, Robert Manne, vol. 67, no 4,‎ 2008, p. 507–508 (ISSN 0313-6647 et 1467-8500, DOI 10.1111/j.1467-8500.2008.00605_8.x, lire en ligne, consulté le 25 février 2024)
- (en) avec Odette Mazel, Lisa Palmer, Kathryn Shain, Maurenn Tehan, Settling With Indigenous People : Modern Treaty and Agreement-Makinga, Annandale, N.S.W., Federation Press, décembre 2006, 296 p. (ISBN 9781862876187, lire en ligne)
- (en) An Aboriginal ontology of being and place : the performance of Aboriginal property relations in the Princess Charlotte Bay area of eastern Cape York Peninsula, Australia (thèse), Macquarie University, 2005 (lire en ligne).
- (en) avec Maureen Tehan, Lisa R Palmer, Kathryn Shain (éds.), Honour Among Nations ? Treaties and Agreements with Indigenous People, The University of Melbourne Press, 2004 (ISBN 0522851061, lire en ligne)
- (en) avec Bill Jonas, The little red, yellow & black (and green and blue and white) book : a short guide to indigenous Australia, Darwin, Australian Institute for Aboriginal and Torres Strait Islander Studies, 1994, 52 p. (ISBN 9780642212085, lire en ligne)
- (en) avec le Council for Aboriginal Reconciliation (Australia), Valuing cultures : recognising indigenous cultures as a valued part of Australian heritage, Canberra, Australian Govt. Pub. Service, coll. « Key issue paper (Council for Aboriginal Reconciliation) » (no 3), 1994, 53 p. (ISBN 9780644328456, lire en ligne)
- (en) avec Australian Film Commission, Well, I heard it on the radio and I saw it on the television : an essay for the Australian Film Commission on the politics and aesthetics of filmmaking by and about Aboriginal people and things, North Sydney, NSW, Australian Film Commission, 1993, 93 p. (ISBN 9780642191793, lire en ligne)
- (en) After the tent embassy : images of Aboriginal history in black and white photographs, Valadon Pub., 1983, 120 p. (ISBN 9780959420234, lire en ligne)

### Articles
- (en) « The end of ‘big men’ politics » (essai), Griffith Review,‎ 2008 (lire en ligne )
- (en) Trapped in the Original Reality Show dans Griffith review : re-imagining Australia, South Brisbane, Qld., Griffith University in conjunction with ABC Books, 2008 (lire en ligne), p. 143-162.
- (en) avec Odette Mazel, « Poverty in the Midst of Plenty: Aboriginal People, the ‘Resource Curse’ and Australia’s Mining Boom », Journal of Energy & Natural Resources Law, vol. 26, no 1,‎ mars 2008, p. 31–65 (ISSN 0264-6811 et 2376-4538, DOI 10.1080/02646811.2008.11435177, lire en ligne, consulté le 6 octobre 2023)
- (en) avec Martin Nakata, « Australian Indigenous Knowledge and Libraries », Australian Academic & Research Libraries,‎ juin 2005 (OCLC 834167790, lire en ligne)
- (en) « Burning Questions : Emerging Environmental Issues for Indigenous Peoples in Northern Australia », Quality of Human Resources : Gender and Indigenous Peoples – Emerging Environmental Issues For Indigenous Peoples In Northern Australia,‎ 1998 (lire en ligne)

### Films
- 1989 : Night Cries: a rural tragedy court métrage, réalisation Tracey Moffatt, Marcia Langton dans un rôle[41]
- 1993 : Jardiwarnpa : a Warlpiri fire, série Blood Brothers, réalisation Ned Lander[42]
- 2008 : Blood brothers - First Australians, réalisation Rachel Perkins, série pour SBS television, commentaires de Marcia Langton[43]
- 2011 : Here I Am, long métrage de Beck Cole, Marcia Langton dans un rôle, récompensé par ImagineNative Film + Media Arts Festival[44]